# Transparencia para el Pueblo
Transparencia para el Pueblo es un organismo público desconcentrado, sectorizado a la Secretaría Anticorrupción y Buen Gobierno, dotado de autonomía técnica y operativa, creado el 21 de marzo de 2025 en su carácter de autoridad garante federal para garantizar el derecho de acceso a la información en posesión de la administración pública federal. Este organismo fue establecido tras la extinción del Instituto Nacional de Transparencia, Acceso a la Información y Protección de Datos Personales, derivado de la reforma constitucional de simplificación administrativa. La instalación oficial del organismo se realizó mediante conferencia de prensa de 12 de mayo de 2025, en el que la secretaria Raquel Buenrostro afirmó que "asumirá el 80 por ciento de las funciones del INAI, lo cual generará un ahorro total del 52 por ciento que representa 500 millones de pesos al año".
Debe señalarse que las funciones de control sobre la entrega de información pública generada y en posesión de las restantes autoridades a nivel federal ajenas a la administración pública federal de México (congreso de la unión, Poder Judicial, órganos constitucionalmente autónomos) quedo sectorizado en las denominadas autoridades garantes, definidas como el órgano de control y disciplina del Poder Judicial; los órganos internos de control o equivalentes de los órganos constitucionales autónomos, las contralorías internas del Congreso de la Unión; el Instituto Nacional Electoral, por cuanto hace al acceso a la información pública de los partidos políticos; el Centro Federal de Conciliación y Registro Laboral y el Tribunal Federal de Conciliación y Arbitraje, estos dos últimos por cuanto hace al acceso a la información pública de los sindicatos. Mientras que la vigilancia de la protección de datos personales quedó a cargo de la Unidad de Protección de Datos Personales adscrita a la Secretaría Anticorrupción y Buen Gobierno.

## Atribuciones de Transparencia para el Pueblo
Según el artículo 35 de la Ley General de Transparencia y Acceso a la Información Pública, entre las atribuciones principales con las que cuenta Transparencia para el Pueblo se encuentra la interpretación de las disposiciones legales relacionadas con la transparencia y el acceso a la información, dentro del ámbito de su competencia que comprende la administración pública federal. También tiene competencia para conocer y resolver los recursos de revisión que presentan las personas cuando consideran que una institución pública (sujeto obligado de la administración pública federal) ha negado, entregado de forma incompleta o respondido de manera inadecuada a una solicitud de información, así como puede resoluciones que modifiquen, revoquen o confirmen esa respuesta. Cuenta con la facultad de imponer medidas de apremio y sanciones a las instituciones que incumplan con sus obligaciones en materia de transparencia. 
Además, participa en la promoción del derecho de acceso a la información, a través de campañas de difusión, programas educativos y actividades de capacitación dirigidas tanto a servidores públicos como a la sociedad en general. Aunado al diseño y aplicación de políticas públicas con sentido social, que tomen en cuenta las condiciones económicas, sociales y culturales de la población. Para lograrlo, pueden celebrar convenios de colaboración con instituciones públicas, organizaciones sociales y actores privados cuyas actividades sean de interés público, con el objetivo de ampliar y mejorar la disponibilidad de información útil para la ciudadanía.
Igualmente, deben establecer procedimientos relacionados con el acceso a la información se desarrollen en lenguas indígenas, en formatos accesibles y con ajustes razonables cuando se trate de personas con discapacidad. De igual forma, buscan garantizar que los grupos en situación de vulnerabilidad puedan ejercer este derecho en condiciones de igualdad. Asimismo, tiene atribuciones para fomentar la adopción de buenas prácticas mediante la emisión de recomendaciones y fomentan el uso de tecnologías de la información para facilitar el acceso digital a los documentos públicos. Finalmente, puede fomentar cooperación nacional e internacional, contribuyendo al desarrollo de estándares y mecanismos que fortalezcan la transparencia.
De conformidad con el diverso 37, Transparencia para el Pueblo puede conocer y resolver los recursos de inconformidad presentados en contra de las resoluciones de las autoridades garantes locales cuando las mismas se encuentren vinculados con el ejercicio de recursos públicos federales, así como deberá encabezar y coordinar el Sistema Nacional de Acceso a la Información Pública.

## Estructura orgánica
La persona titular de Transparencia para el Pueblo es María Tanivet Ramos Reyes, quien para el mejor apoyo de sus funciones se apoya en las siguientes personas:
- Laura Carolina Arce Sosa, Directora General de Obligaciones de Transparencia.
- Miriam de los Ángeles Saucedo Martínez, Directora General del Sistema Nacional de Acceso a la Información Pública.
- Carlos Bautista Rojas, Director General de Políticas, Vinculación y Capacitación.
- Francisco Raúl Álvarez Córdoba, Director General de Asuntos Internacionales e Información.
- Julio César Martínez Sanabria, Director General de Recursos de Revisión y de Inconformidad.

## Controversia
Con la desaparición del INAI, se ha mencionado que el gobierno se convertirá en juez y parte al resolver las quejas de las personas presentadas ante el propio gobierno que les negó inicialmente la información, lo que organizaciones como Artículo 19 califican como una disminución sobre los mecanismos de control ciudadano sobre el actuar del gobierno. Dicha afirmación ha sido contestada por la Secretaria Raquel Buenrostro señalando que serán los tribunales especializados los que tengan la última palabra sobre las negativas de información.